# Sandro Ventura
Sandro Ventura, detto Sandro (Florianópolis, 10 dicembre 1971), è un ex calciatore brasiliano, di ruolo centrocampista.

## Caratteristiche tecniche
Giocava come centrocampista.

## Carriera

### Club
Nel 1991 giocò con il Botafogo nel Campeonato Brasileiro Série A per la prima volta, per poi disputare l'ultima stagione in massima divisione solo l'anno dopo. Nel 1997 ha giocato per il Figueirense; nel 2002 ha giocato per il Glória.

### Nazionale
Con la Nazionale di calcio del Brasile ha giocato il campionato mondiale di calcio Under-20 1991.